# Stachytarpheta intercedens
Stachytarpheta intercedens är en verbenaväxtart som beskrevs av Danser. Stachytarpheta intercedens ingår i släktet Stachytarpheta och familjen verbenaväxter. Inga underarter finns listade i Catalogue of Life.